# 1708 год в музыке

## События
- Алессандро Скарлатти возвращается в Неаполь из Венеции.
- Иоганн Себастьян Бах становится органистом и устроителем концертов при Веймарском дворе.
- Арканджело Корелли возвращается в Рим и присоединяется ко двору кардинала Пьетро Оттобони.
- Издан анонимный сборник гимнов Lyra Davidica (другое название «Коллекция Божественных песен и гимнов» — англ. A Collection of Divine Songs and Hymns).

## Классическая музыка
- Георг Фридрих Гендель — оратория «Воскресение» (итал. La Resurrezione).

## Опера
- Андре Кампра — "Гипподамия" (фр. Hippodamie).
- Георг Фридрих Гендель —
  - "Дафна" (нем. Daphne);
  - «Счастливый Флориндо» (нем. Der beglückte Florindo).
- Никола Порпора — "Агриппина" (ит. Agrippina).

## Родились
- 26 января (крещён) — Уильям Хейс (англ. William Hayes), английский композитор, органист, певец и дирижёр (умер 27 июля 1777).
- 8 февраля — Вацлав Ян Копршива (чеш. Václav Jan Kopřiva), чешский композитор (умер 7 июня 1789).
- 11 февраля — Эджидио Ромуальдо Дуни, итальянский композитор, представитель Неаполитанской оперной школы, один из самых ярких мастеров французской опера-комик и итальянской опера-буффа (умер 11 июня 1775).
- 25 февраля — Феликс Бенда (чеш. Felix Benda), чешский композитор и органист, член известной семьи чешских музыкантов и композиторов Бенда (умер в 1768).
- 6 апреля — Георг Рейттер Младший, австрийский композитор и дирижёр, сын композитора и органиста Георга Рейттера Старшего (умер 11 марта 1772).
- 19 июня — Иоганн Готлиб Янич (нем. Johann Gottlieb Janitsch), немецкий барочный композитор (умер в 1763).
- 4 ноября — Роберт Прелисауэр (нем. Robert Praelisauer), немецкий композитор (умер в 1771).
- 4 декабря — Марианус Кёнигспергер (нем. Marianus Konigsperger), немецкий композитор и органист.

Дата неизвестна —
- Лавиния Фентон (англ. Lavinia Fenton), английская актриса, настоящие имя и фамилия — Полли Пичум, вышла замуж за Чарли Паулетта, 3-го герцога Болтон (умерла в 1760).
- Иоганн Адольф Шайбе, немецкий и датский композитор, один из первых в Европе музыкальных журналистов и критиков (умер 22 апреля 1776).
- Уильям Таки (англ. William Tuckey), один из первых американских композиторов, получивших известность, хормейстер и органист (умер 14 сентября 1781).

## Умерли
- 23 января — Томас Буллис (англ. Thomas Bullis), английский композитор (род. в 1657).
- 13 мая — Джованни Батиста Драги (итал. Giovanni Battista Draghi), итальянский композитор и клавишник (родился в 1640).
- 27 мая — Жак Даникан Филидор (фр. Jacques Danican Philidor), французский композитор, младший брат Андре Даникана Филидора и отец Пьера Даникана Филидора (родился в 1657).
- 4 августа — Винченцо Ди Грандис (итал. Vincenzo De Grandis), итальянский дирижёр и композитор (родился 6 апреля 1631).
- 1 октября — Джон Блоу, английский барочный композитор и органист (крещён 23 февраля 1649).

Дата неизвестна —
- Мэри «Молл» Дэвис (англ. Mary "Moll" Davis), английская куртизанка, певица и актриса, одна из многочисленных любовниц короля Карла II (родилась в 1648).
- Йоханнес Кельпиус (нем. Johannes Kelpius), немецкий пиетист, мистик, музыкант и писатель, оккультист, ботаник, астроном и астролог (родился в 1673).
- Томе Перейра (порт. Tomé Pereira), португальский иезуит, музыкант и математик, долгое время был миссионером в цинском Китае, участвовал в заключении Нерчинского договора (родился в 1645).
- Бернард Смит (англ. Bernard Smith), английский органный мастер немецкого происхождения, участник знаменитой Битвы органов (англ. Battle of the Organs) 1684 года (родился в 1630).